# Mont Gond (Martigny)
Mont Gond är en bergstopp i Schweiz.   Den ligger i distriktet Martigny och kantonen Valais, i den sydvästra delen av landet, 90 km söder om huvudstaden Bern. Toppen på Mont Gond är 2 670 meter över havet, eller 107 meter över den omgivande terrängen. Bredden vid basen är 0,56 km.
Terrängen runt Mont Gond är huvudsakligen mycket bergig. Närmaste större samhälle är Sion, 12,4 km norr om Mont Gond. 
Trakten runt Mont Gond består i huvudsak av gräsmarker. Runt Mont Gond är det ganska glesbefolkat, med 35 invånare per kvadratkilometer.